# Joseph Moreira
Joseph Moreira (* 26. Oktober 1934 in Paris; † 4. Juli 1991) war  ein französischer Fußballspieler auf der Position des Torwarts.

## Karriere
Moreira begann seine Karriere beim Zweitligisten Red Star Paris. Von dort wechselte er 1959 zum Erstligisten Sporting Toulon, mit dem er allerdings im folgenden Jahr abstieg. Gleichzeitig stand die Mannschaft im Finale des Coupe Charles Drago, das jedoch mit 2:3 verloren wurde. 1961 wechselte er zu Olympique Marseille. Mit diesem Verein stieg er 1962 in die erste Liga auf. 1963 wechselte er zum RC Lens. Zwei Jahre später gewann er dort den Coupe Charles Drago. Nachdem er in der Saison 1965/66 nicht zum Einsatz gekommen war, beendete er 1966 seine Karriere. 1991 starb Moreira.